# Crosswise-Modell
Das Crosswise-Modell ist ein Fragetyp in den Sozialwissenschaften, der bei heiklen Themen in Befragungen versucht, Verzerrungen zu verringern. Dabei wird in einer symmetrischen Aufstellung von zwei Aussagen danach gefragt, ob keine oder beide (als Antwortoption A) der Aussagen zutreffen oder nur eine (Option B). Im Einzelfall kann so nicht mehr erschlossen werden, zu welcher der Fragen, wenn überhaupt, bejahend geantwortet wurde. Das Crosswise-Modell ist somit verwandt mit früheren Methoden, die versuchen, heikle Themen ohne das Zuschreiben einer entsprechenden Bedeutung zu erfragen.
Der wesentliche Unterschied zu anderen Techniken ist, dass Anonymität glaubhaft hergestellt werden kann. Auch gibt es keine ausweichenden bzw. sicheren Antwortoptionen (self-protective no answers), da jede der beiden Antwortoptionen das sensible Element enthält. Der Hauptkritikpunkt an der Randomized-Response-Technik, welche dieselbe Zielsetzung hat, kann hier also aufgehoben werden. Dem Antwortausfall (item nonresponse), der verzerrten Angabe wegen sozialer Erwünschtheit oder der kompletten Verweigerung wegen der empfindlichen Befragung kann demnach mit dem Crosswise-Modell begegnet werden. 

## Geschichte
Mit Verfahren wie Lügendetektoren bzw. der Bogus-Pipeline-Technik kann mithilfe einer angeblichen Maschine in direkten Befragungssituation erreicht werden, dass Personen häufiger normverletzendes Verhalten zugeben. Bei dieser ethisch nicht unbedenklichen Methode ist abzusehen, dass die Validität der Methode abnimmt oder die sozialen Erwartungen durch andere Antwortfehler ersetzt werden. Zudem ist eine Anwendung in größeren Erhebungen (z. B. Online-Surveys oder telefonischen Meinungsumfragen) ausgeschlossen; die Anonymität kann nicht gewährleistet werden, weshalb eine niedrige und nicht-zufällige Teilnahmebereitschaft erwartbar wird. Ein weiterer Nachteil ist, dass bei extremen Fragen (zu illegalem Verhalten etwa) auch im persönlichen Interview (oder im experimentellen Design) zahlreiche Abbrüche absehbar sind.
In dem Crosswise-Verfahren wird mit einer zusätzlichen nicht-sensiblen Frage eine Antwortkombination erfasst, deren Wahrscheinlichkeit jedoch bekannt ist. So kann auf den Anteil der Stichprobe, der das gesuchte heikle Merkmale aufweist, statistisch (über die Beobachtungen hinweg gemittelt) geschlossen werden: die Anonymität bleibt im individuellen Fall erhalten. Dieser Zusatz eines sozusagen systematischen Rauschens (vgl. auch Differential Privacy) im Rahmen der Methoden der Sozialwissenschaften fand zuerst in Warners 1965 erschienenem Randomized-Response-Modell Gebrauch. Die triangular method, aus der sich das Crosswise-Modell ableitet (Yu, Tian und Tang 2008), ist stochastisch gesehen eine Abwandlung derselben Randomisierung, wie sie bei Warner und zusammenhängenden Modellen wie der Item-Count-Technik zu finden ist. Empirisch gesehen fallen erste Befunde besser für die Crosswise-Technik aus als für ähnliche Verfahren, die bereits deutlich länger eingesetzt werden an.

## Verfahren
Ziel ist es in der Befragung, auch bei heiklen Fragen korrekte Werte für den Anteil der Personen aus einer Stichprobe zu erfassen, die ein problematisches oder mit sozialen Erwartungen verbundenes Verhalten aufweisen. Durch den Fragetyp wird eine glaubhafte und tatsächliche Anonymität hergestellt: Interviewende können nicht mit Sicherheit das heikle Verhalten zu Befragten zuordnen oder rückführen. Wichtig dabei ist, dass eine bekannte Wahrscheinlichkeit, dafür dass die nicht-sensible (oder nicht-peinliche) Frage zutrifft, verwendet wird (z. B. Schaltjahr als Geburtsjahr oder bestimmte Geburtsmonate der Befragten). Aus den beobachteten Randverteilungen lässt sich anschließend der Anteilswert identifizieren – vorausgesetzt die gewählten Fragen korrelieren nicht.

### Beispiel
100 Personen werden befragt. Als nicht-heikle Frage wird danach gefragt, ob das Geburtsjahr der Großmutter ein Schaltjahr war (z. B. 1952 ist ein Schaltjahr, 1950 hingegen nicht, 1948 ja usw.). Die Wahrscheinlichkeit, dass bejahende Angaben hier gemacht werden, beträgt 0,25. Zudem wird gefragt, ob in den letzten 10 Jahren bewusst Steuern umgangen wurden. Die Antwort soll entsprechend folgender Kombinationen kenntlich gemacht werden:
Antwort A, wenn keines oder beides zutrifft
Antwort B, wenn nur eines zutrifft (egal welches)
Nur A oder B sollen angegeben werden, die Antworten auf die Einzelfragen werden nicht angefordert.

### Auswertung
72 Personen setzten Antwort A, also ein Anteil von 0,72. Der gesuchte Anteil von Steuerhinterziehenden errechnet sich aus
û = (0,72 + 0,25 - 1)/(2*0,25 - 1) = -0,03 / -0,5 = 0,06 = 6 %
Wohlgemerkt: Aus den Randverteilungen der Fragen und also der bekannten Verteilung (¼ oder 25 %) ergibt sich, dass über-Kreuz in der 2x2-Kontingenztafel der Antwortkombinationen auch wenn es genau 0 % resp. 100 % Steuerumgehung in der Stichprobe gäbe, auf Antwort A nur 75 % bzw. minimal 25 % fallen würden (bei ausreichend großen Stichproben, vgl. Approximation). Ist dies nicht der Fall, ergäbe die Rechnung negative Wahrscheinlichkeiten (oder größer 1), was auf einen Antwortfehler insbesondere auf die Frage zur Jahresangabe hindeutete.

## Kritik
Wie bei den meisten Anonymisierungsverfahren, die mit speziellen Frage-Techniken arbeiten, ist es nur mit erheblichem Kostenaufwand möglich, echte Validierungen der Methode durchzuführen (weshalb vermutlich auch die Randomized-Response-Technik (RRT), bis auf Sonderstudien, nicht weitläufig angewendet wird). Oft wird daher auf vergleichende Studien verwiesen, die die Methoden miteinander oder im Vergleich zur direkten Standardfrage vergleichen. Die zu Grunde liegende more-is-better-Annahme (wenn z. B. ein höherer Anteil von Kriminellen errechnet wird, als via direkte Frage ermittelt wird) für die Bestätigung der Methode ist streng genommen nicht als Validierung haltbar.